# Pseudoclitocybe
Pseudoclitocybe es un género de hongos de la familia Tricholomataceae. El género contiene alrededor de diez especies con una distribución amplia.

## Especies
- Pseudoclitocybe atra
- Pseudoclitocybe bacillaris
- Pseudoclitocybe beschidica
- Pseudoclitocybe cyathiformis
- Pseudoclitocybe expallens
- Pseudoclitocybe foetida
- Pseudoclitocybe lapalmaensis
- Pseudoclitocybe lenta
- Pseudoclitocybe martipanis
- Pseudoclitocybe obbata
- Pseudoclitocybe parvula
- Pseudoclitocybe sabulophila
- Pseudoclitocybe sphagneti
- Pseudoclitocybe trivialis